# Sarlós vanga
A sarlós vanga vagy sarlóscsőrű vanga (Falculea palliata) a madarak osztályának verébalakúak (Passeriformes) rendjébe és a vangagébicsfélék (Vangidae) családjába tartozó Falculea nem egyetlen faja.

## Rendszerezése
A fajt Isidore Geoffroy Saint-Hilaire francia zoológus írta le 1836-ban.

## Előfordulása
Madagaszkár területén honos. Természetes élőhelyei a szubtrópusi vagy trópusi száraz erdők, mangroveerdők, síkvidéki esőerdők, szavannák és cserjések. Állandó, nem vonuló faj.

## Megjelenése
Testhossza 32 centiméter, testtömege 106-120 gramm.
|  |

## Természetvédelmi helyzete
Az elterjedési területe nagyon nagy, egyedszáma ismeretlen. A Természetvédelmi Világszövetség Vörös listáján nem fenyegetett fajként szerepel.